# Elizabeth Hoffman
Pour les articles homonymes, voir Hoffman.
Elizabeth Hoffman, née le 8 février 1926 et morte le 21 août 2023, est une actrice américaine.
Elle a incarné la grand-mère Ruth dans Le Pic de Dante et également le rôle de Catherine Langford dans Stargate SG-1.

## Filmographie

### Cinéma
- 1981 : Fear No Evil de Frank LaLoggia : Margaret Buchanan
- 1987 : Cinglée de Martin Ritt : Docteur Johnson
- 1989 : Né un 4 juillet d'Oliver Stone : une passante
- 1994 : La Rivière sauvage de Curtis Hanson : la mère de Gail
- 1997 : Le Pic de Dante de Roger Donaldson : Ruth

### Télévision
- 1981 : La Petite Maison dans la prairie (The House on the Prairie) (Série TV) saison 7, épisode 5 (Le cri (The Silent Cry) ) : Miss Mason + saison 7, épisode 21 (La dernière chance (1/2) (The Lost Ones: Part 1) ) : Miss Mason + saison 8, épisode 1 (La réincarnation de Nellie (1/2) (The Reincarnation of Nellie: Part 1) ) : Miss Mason
- 1997: Stargate SG1 : Catherine Langford